# Profili svelati
Profili svelati è il diciottesimo album dei Matia Bazar, pubblicato su CD nel 2005 dall'etichetta discografica Bazar Music (catalogo 997 5 19748 2) di proprietà del gruppo e distribuito da Sony Music Italy.

## Descrizione
Veduto inizialmente solo nelle edicole come promo allegato alla rivista settimanale TV Sorrisi e Canzoni (catalogo OS 05 14)
, contiene tutti brani inediti ed il singolo Grido d'amore con cui il gruppo ha partecipato al Festival di Sanremo 2005.
È il primo dei due album (il secondo, One1 Two2 Three3 Four4, è in due volumi, pubblicati rispettivamente nel 2007 e nel 2008) con la cantante solista Roberta Faccani che sostituisce l'uscente Silvia Mezzanotte.

## Tracce
CD
1. Sogni svelati – 1:29 (testo: Giancarlo Golzi – musica: Piero Cassano)
2. Che sarà mai – 3:52 (testo: Giancarlo Golzi – musica: Fabio Perversi, Piero Cassano)
3. Grido d'amore – 3:38 (testo: Giancarlo Golzi – musica: Piero Cassano)
4. Come il primo giorno – 3:28 (testo: Giancarlo Golzi – musica: Fabio Perversi, Piero Cassano)
5. Tu sei per me – 3:15 (testo: Giancarlo Golzi – musica: Fabio Perversi, Piero Cassano)
6. La verità – 4:14 (testo: Roberta Faccani, Giancarlo Golzi – musica: Piero Cassano)
7. Oh mio Signore – 3:52 (testo: Giancarlo Golzi – musica: Piero Cassano)
8. Il cielo di domani – 3:53 (testo: Giancarlo Golzi – musica: Piero Cassano)
9. Lucy – 3:58 (testo: Roberta Faccani, Giancarlo Golzi – musica: Piero Cassano)
10. Per chi canto – 4:04 (testo: Giancarlo Golzi – musica: Piero Cassano)
11. Ubriachi di nostalgia – 4:23 (testo: Giancarlo Golzi – musica: Piero Cassano)
12. Nel mondo dei ricordi – 3:20 (testo: Giancarlo Golzi – musica: Fabio Perversi, Piero Cassano)
13. Guerriero nel sole – 3:31 (testo: Giancarlo Golzi – musica: Fabio Perversi, Piero Cassano) – dedicata a Fabrizio Meoni
14. Non mi svegliare – 3:36 (testo: Giancarlo Golzi – musica: Piero Cassano)
15. Io comincio qui – 3:11 (testo: Giancarlo Golzi – musica: Fabio Perversi, Piero Cassano)

## Formazione
Gruppo
- Roberta Faccani - voce
- Piero Cassano - chitarra acustica
- Fabio Perversi - tastiere, violino, pianoforte, cori
- Giancarlo Golzi - batteria

Altri musicisti
- Diego Buonanno - basso
- Maurizio Macchioni - chitarra acustica, cori, chitarra elettrica
- Mario Natale - archi
- Elio Rivagli - percussioni